# David Costas
David Costas Cordal (* 26. März 1995 in Vigo) ist ein spanischer Fußballspieler, der bei Celta Vigo unter Vertrag steht.

## Karriere

### Verein
Sein Profidebüt absolvierte David Costas am 25. August 2013 gegen Betis Sevilla. 2015 wurde Costas für ein Jahr nach Mallorca ausgeliehen, wo er 23 Spiele machte. Anschließend war er für ein halbes Jahr wieder bei Celta Vigo, bevor er für die verbleibende Saison zu Real Oviedo ausgeliehen wurde. Es folgte ebenfalls eine einjährige Leihe an die zweite Mannschaft des FC Barcelona. Im November 2017 kam er in der Copa del Rey zu einem Einsatz in der ersten Mannschaft und leistete damit seinen Beitrag zum Titelgewinn. Im Sommer 2018 kehrte Costas zu seinem Ausbildungsverein Celta Vigo zurück. Im Januar 2020 wurde er für ein halbes Jahr an UD Almería ausgeliehen.

### Nationalmannschaft
David Costas durchlief die U-19 und U-21 Spaniens.

## Erfolge
- Spanischer Pokalsieger: 2018